# بحیر شرقی
بحیر شرقی (به عربی: بحیر شرقی) یک شهرداری در الجزایر است که در استان ام‌البواقی واقع شده‌است.